# Судче
Су́дче (укр. Судче) — село в Любешовской поселковой общине Камень-Каширского района Волынской области Украины.
До 2020 года входило в Любешовский район.
Код КОАТУУ — 0723187201. Население по переписи 2001 года составляет 1105 человек. Почтовый индекс — 44250. Телефонный код — 3362. Занимает площадь 205 км².